# Eduard Bruce
Eduard Bruce (eng. Edward Bruce; anglonorm. Edward de Brus; sred. irski Edubard a Briuis; škot. Eideard Bruis) (?, oko 1280. - Faughart, 14. listopada 1318.), škotski velikaš, grof od Carricka i posljednji visoki kralj Irske (1315. – 1318.). Bio je mlađi brat škotskog kralja Roberta I. Brucea iz dinastije Bruce.
Rodio se kao jedan od petoro sinova Roberta VI. de Brusa, lorda Annandalea i Marjorie, grofice od Carricka. Pomogao je brata Roberta za vrijeme škotskih ratova za neovisnost, u namjeri da se domogne škotske kraljevske krune, na koju je polagao pravo preko ženske rodbinske veze s dinastijom Dunkelda. Zapovijedao je dijelom škotske vojske u velikoj pobjedi nad Englezima tijekom bitke kod Bannockburna, koja se odigrala između 23. i 24. srpnja 1314. godine. Između 1309. i 1313. godine, naslijedio je od brata Roberta, naslov grofa od Carricka, koji je pripao obitelji Bruce, ženidbom njihova oca Roberta VI. s Marjorie, kćerkom grofa Nialla od Carricka.
Godine 1315. irski poglavari pozvali su škotskog kralja Roberta I. da dođe u Irsku i preuzme upražnjeno prijestolje velikog kralja Irske. Robert je doputovao u Irsku u svibnju iste godine s 6.000 vojnika, zajedno s bratom Eduardom i zetom Walterom Stewartom, u pokušaju da oslobodi Irsku od engleske vlasti. U lipnju 1315. godine, irski kraljevi i lordovi prisegli su odanost Eduardu Bruceu, kao novom velikom kralju Irske. Nakon početnih uspjeha u ratu protiv Engleza, Eduard se 1316. godine okrunio za velikog kralja Irske.
Nakon što je 1317. godine glad poharala Irsku, kralj Eduard je izgubio popularnost među narodom, što je omogućilo engleskom kralju Eduardu II. (1307. – 1327.) da pošalje vojsku pod vodstvom Johna de Berminghama. Škotsko-irska i engleska vojska sukobile su se 14. listopada 1318. godine u bitci kod Faugharta, u kojoj je Eduard izgubio rat i život.